# 국제개발연구센터
국제개발연구센터(International Development Research Centre, IDRC)는 캐나다에서 1970년에 설립된 공기업(Public corporation)으로 개발도상국의 사회, 경제, 환경문제 해결을 위한 지원을 한다. 본부는 캐나다의 Otawa에 있다.